# Corps Hassia-Gießen zu Mainz

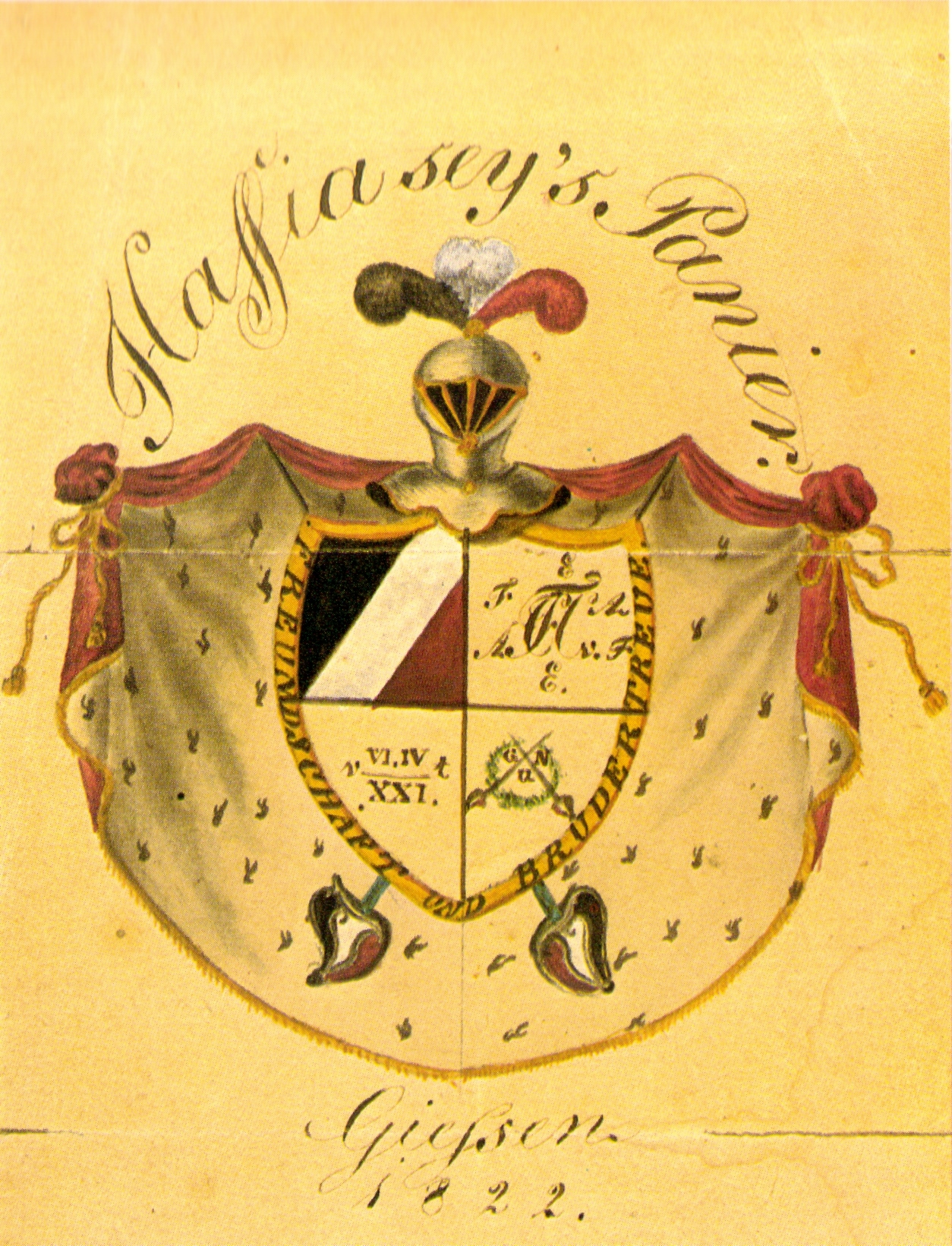
Armoiries de 1822

Le Corps Hassia-Gießen zu Mainz est une fraternité étudiante du Kösener Senioren-Convents-Verband (KSCV). Le corps combattant et portant couleur (de) rassemble des étudiants et des anciens de l'Université Johannes-Gutenberg de Mayence et de l'Université Justus-Liebig de Gießen.

## Couleur
Les Hessois de Gießen - comme le corps de Hesse à Göttingen, Heidelberg et Marbourg - portent initialement les couleurs noir-vert-rouge, en 1821/22 (après la fusion avec le Corps Franconia Gießen) ils portent temporairement le noir-blanc-rouge et en 1833 adopté le tricolore vert-blanc-rouge dessus. Lors de sa création en 1840, il est initialement également noir-blanc-rouge, mais revient ensuite rapidement au vert-blanc-rouge. Le Noir-blanc-rouge est repris par le Corps Marcomannia Gießen. Lorsque celle-ci fusionne avec Hassia en 1843, la bande noire, blanche et rouge avec des percussions dorées devient finalement les couleurs de Hesse. Une casquette blanche est portée avec. La bande de renard est noir-blanc-noir, également avec des percussions dorées.
La devise du Corps est Einer für alle, alle für einen! La devise du blason est Gladius ultor noster !

## Histoire
Hassia est fondée le 1er août 1815 par des étudiants de l'Université de Gießen en tant que corps dans le convent des anciens de Gießen (de) et est affectée les années suivantes par les affrontements entre le corps et le mouvement fraternel des Noirs de Gießen. Hassia est représentée à la Fête de la Wartbourg en 1817 par son ancien Wilhelm Götze (de). En 1818, les Corps Hassia et Constantia fusionnent pour former la "Allgemeine Burschenschaft Germania", qui doit être dissoute un an plus tard à la suite des résolutions de Karlsbad. En 1820, Hassia est reconstituée avec ses anciennes couleurs. En 1836, le corps est dissous au cours des enquêtes du tribunal universitaire de Gießen sur les connexions interdites et rétabli le 9 août 1840. En 1843, la fusion avec le Corps Marcomannia par d'anciens rhénans et teutons de Giessen, a lieu. En août 1846, le Corps participe à la sortie des étudiants de Giessen sur le Staufenberg 
En 1892, à l'occasion de la 50e fête de la fondation, le corps peut inaugurer sa maison au 3 de la Hessenstraße, sur le lieu dit "Nahrungsberg". C'est la première maison de corps à Giessen. À la même occasion, la rue est officiellement nommée Hessenstraße. Le corps attire l'attention du public lorsque le Hessois Otto Klewitz est victime d'un duel au pistolet le 9 septembre 1897. Après l'échec d'une demande en ce sens dans les années 1890, le Congrès de Kösen reconnaît en 1926 l'année 1815 comme date officielle de la fondation. En octobre 1935, Hassia déclare sa suspension au vu de la situation politique. À partir de 1938, les anciens soutiennent en partie la camaraderie Hilrich van Geöns, qui cesse cependant ses activités dès le début de la guerre
Dans l'après-guerre en Allemagne, la reconstruction de l'université de Gießen progresse lentement. Avec seulement quelques facultés, il n'offre aucune perspective. Par conséquent, la convention des anciens décide de se reconstituer au sein de la toute nouvelle université Johannes-Gutenberg de Mayence. En janvier 1950, Hassia fait partie des 22 corps qui se sont regroupés dans la communauté d'intérêts. Le 19 mai 1951, Hassia participe à la reconstitution de la KSCV . Avec le Corps Borussia Greifswald (de) et le Corps Borussia Halle, Hassia forme le « cercle noir » du KSCV pendant quatre décennies. Le maison du corps de la Hessenstrasse est vendu en 1953 au Corps Teutonia Gießen (de), qui y a depuis lors son siège. Actuellement, Hassia compte environ 200 membres. Comme en 1868 et 1906 pour Gießen, le Corps fournit le président de l'oKC pour Mayence en 1955.

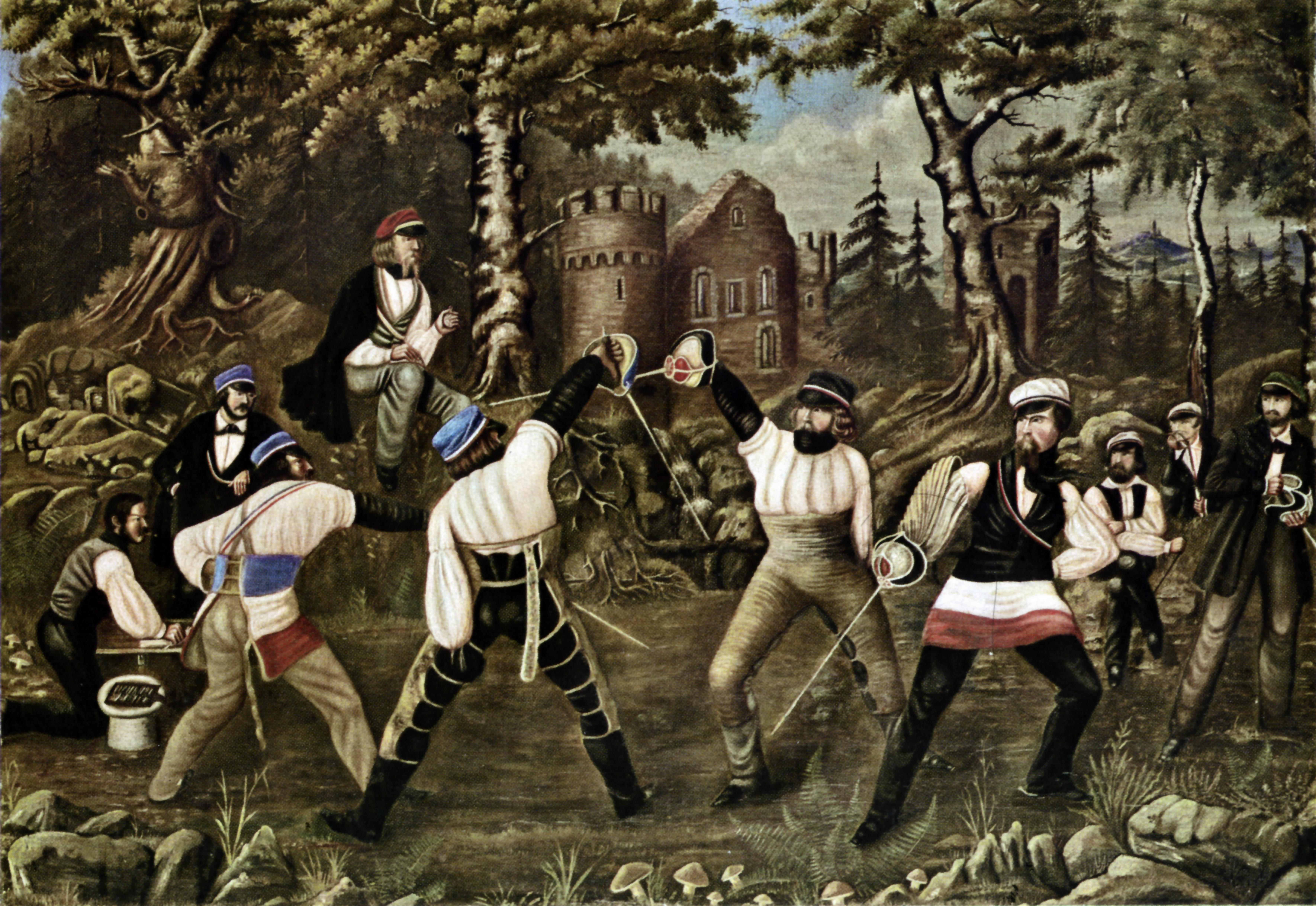
Scène de Mensur Hassia contre Rhenania (1843)
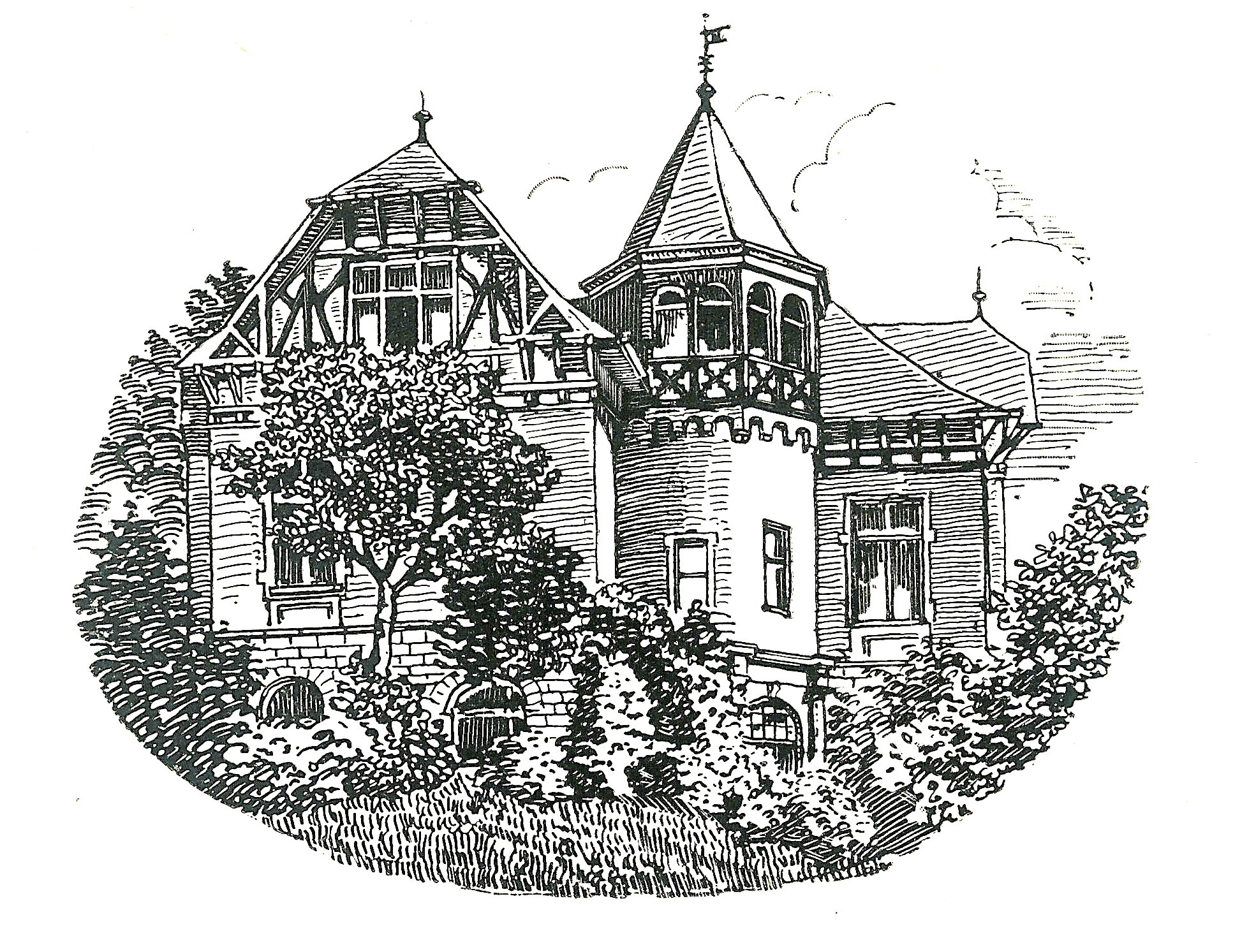
Maison du corps (1910)
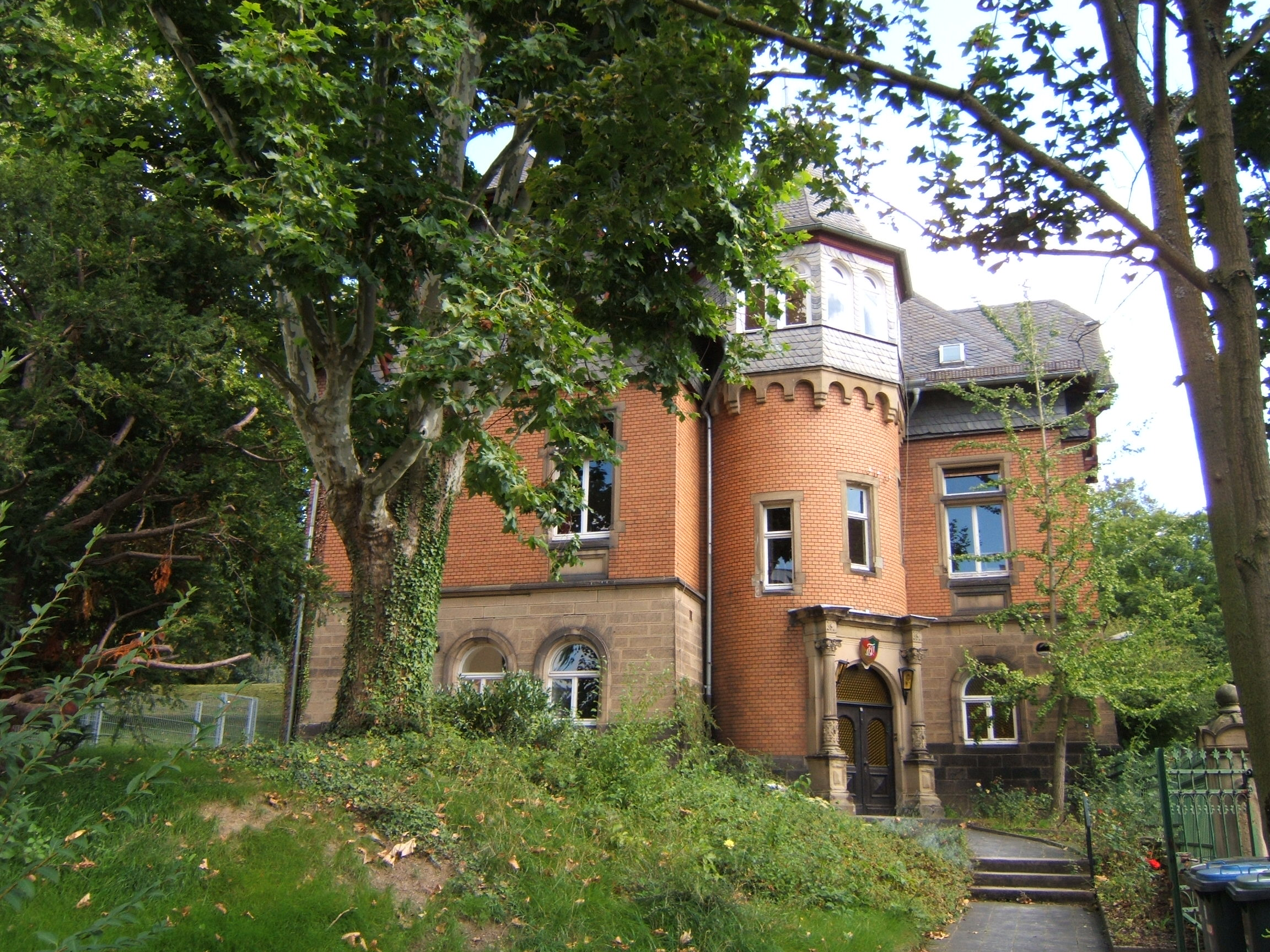
Ancienne maison du corps à Gießen, Hessenstr. 3
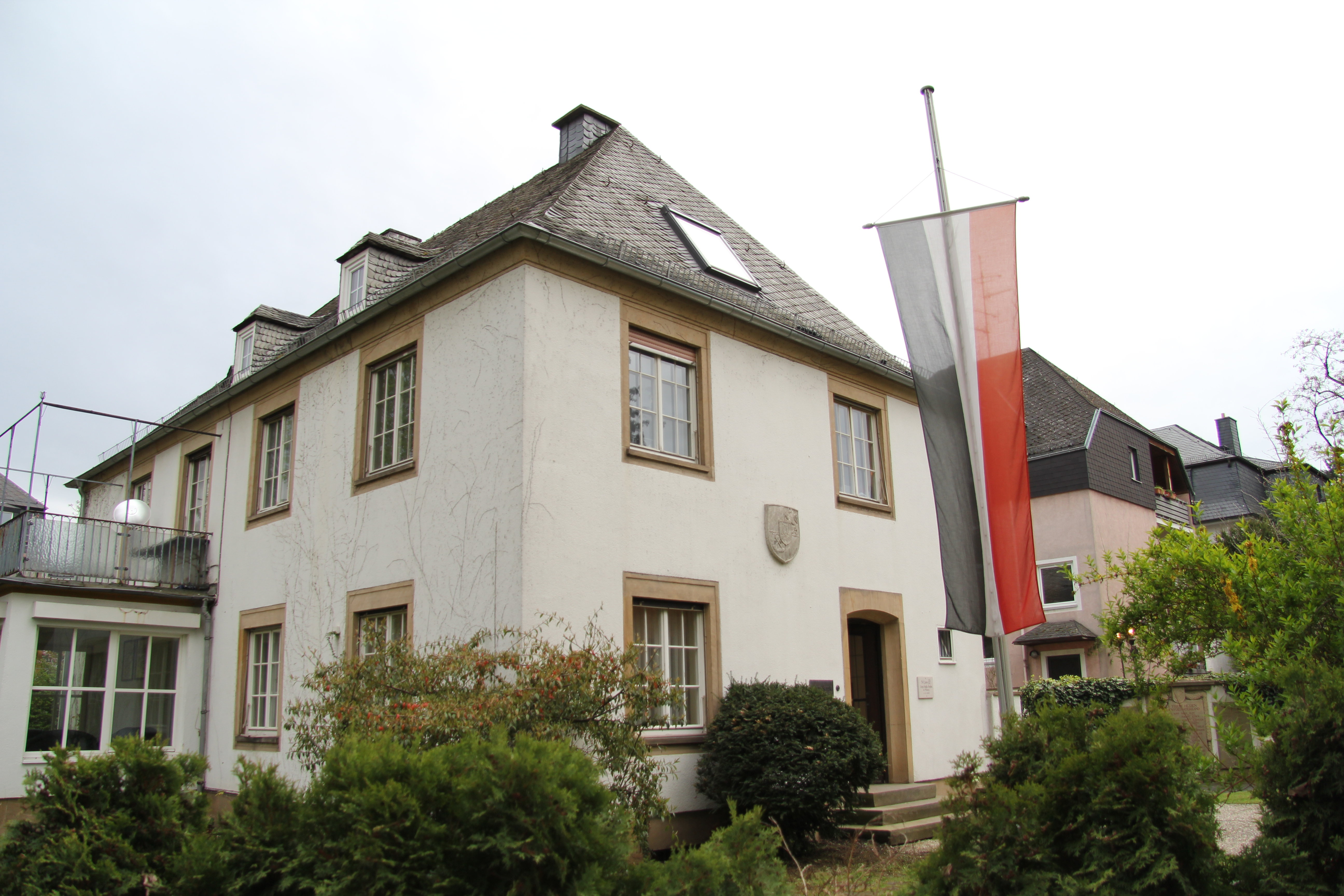
Drususwall 76, Mayence

## Relations avec les autres corps
Hassia-Gießen est dans le cartel avec les corps Brunsviga Göttingen (de), Suevia München (de), Thuringia Jena, Rhenania Bonn (de) et Saxonia Konstanz. Avec Brunsviga Göttingen, Suevia München et Thuringia Jena, Hassia forme le "cartel d'Eisenach", avec Rhenania Bonn et Saxonia Konstanz le "cartel rhénan". Elle est amie avec le Corps Suevia Straßburg zu Marburg, Saxonia Kiel, Bavaria Würzburg (de), Gothia Innsbruck (de), Baruthia (de), Alemannia Wien zu Linz (de) et Vandalia Graz. Des relations amicales existent avec les Corps Normannia Berlin et Hansea Königsberg. Ce dernier est éteint depuis 2001.
De plus, Hassia entretient des relations traditionnelles avec les Corps Starkenburgia (de) et Teutonia (de) en raison de son appartenance antérieure au convent des anciens de Gießen.

## Membres notables

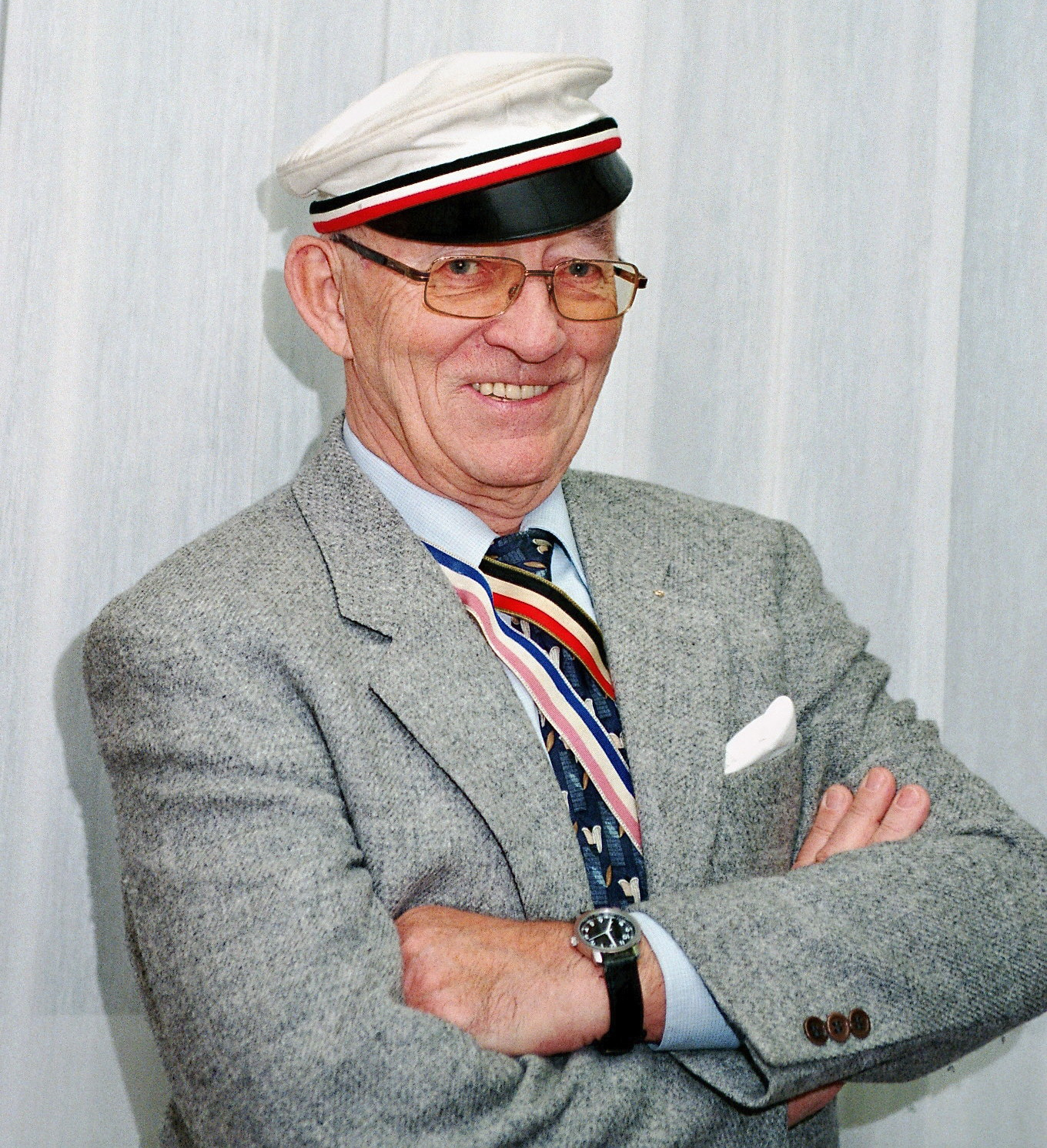
Hermann Rink (2009) comme 1er président du conseil d'administration de l'Association des étudiants de l'ancien corps (VAC)

Par ordre alphabétique
- Richard Albrecht (de) (1843–1908), directeur de l'arrondissement de Forbach
- Rudolf Attig (de) (1893–1981), Generalarzt
- Gustav Baist (de) (1824–1914), pasteur évangélique luthérien, auteur et fondateur de caisses Raiffeisen
- Friedrich von Bechtold (de) (1800–1872), ministre grand-ducal de l'Intérieur et ministre-président du grand-duché de Hesse-Darmstadt
- Philipp Biedert (de) (1847–1916), pédiatre
- Gustav Böß (1873–1946), maire de Berlin
- Kurt Brand (de) (1877–1952), professeur d'université en chimie pharmaceutique à Giessen et Marbourg
- Adolf Buff (de) (1838–1901), éducateur du prince Léopold, duc d'Albany, de l'empereur Guillaume II et du prince Henri de Prusse, directeur des archives de la ville d'Augsbourg.
- Karl Buff (de) (1862–1907), chanteur d'opéra
- Wilhelm Buff (de) (1825–1900), avocat, juge à la Cour supérieure de commerce du Reich (1875-1879)
- Carl Clemm (de) (1836–1899), entrepreneur, cofondateur de BASF
- Wilhelm Clemm (de) (1843–1883), philologue
- Reinhard Carl Friedrich von Dalwigk (de) (1802–1880), ministre-président grand-ducal hessois
- Édouard Desor (1811–1882), géologue et glaciologue, participant à la fête de Hambach, président du Conseil national suisse
- Albert Dieckmann (de) (1854–1914), directeur de l'arrondissement de Forbach, Sélestat (de) et Mulhouse (de), président de la Caisse nationale d'assurance en Alsace-Lorraine
- Friedrich Engelbach (de) (1800–1874), avocat et député du parlement grand-ducal de Hesse (de)
- Karl Engisch (de) (1899–1990), juriste
- August Fabricius (de) (1825–1890), fonctionnaire , statisticien et homme politique
- Philipp W. Fabry (de) (né en 1927), philologue et historien
- Wilhelm Flegler (de) (1848–1935), théologien, président de l'oKC 1868, membre d'honneur de Hassia
- Heinrich Gebhardt (de) (1873–1955), directeur de la province de Starkenbourg, administrateur de l'arrondissement de Friedberg-en-Hesse (de)
- August Görtz (de) (1795–1864), fonctionnaire des finances et député de la seconde chambre des États du grand-duché de Hesse
- August von Grolman (de) (1805–1848), spécialiste du droit canonique à l'université de Giessen
- Wilhelm Heinzerling (de) (1828–1896), juge, membre de la Cour administrative de Hesse, chargé de cours sur les principes fondamentaux du droit et l'économie nationale, député et secrétaire de la seconde chambre des États du grand-duché de Hesse, président du synode de Hesse
- Wolfgang Herr (de) (né en 1965), hématologue et professeur d'université à Ratisbonne
- Karl Hirsch (de) (1870–1930), professeur d'université, interniste
- Heinz Jost (1904–1964), brigadier SS, chef du bureau VI du RSHA (SD étranger), criminel de guerre
- Georg Kempf (de) (1809–1883), député de la seconde chambre des États du grand-duché de Hesse, directeur du ministère de la Justice, président du tribunal régional supérieur de Darmstadt
- Hans-Reinhard Koch (de) (1902–1997), administrateur de l'arrondissement d'Offenbach
- Hans-Reinhard Koch (de) (né en 1941), ophtalmologue et éditeur
- Hansjörg Kohlbecher (de) (1895–1981), entrepreneur et homme politique
- Heinrich Krebs (de) (1910–2001), juge fédéral au Tribunal fédéral des affaires sociales
- Wolrad Kreusler (de) (1817–1901), médecin et poète
- Karl Georg Külb (de) (1901–1980), écrivain, producteur de films et réalisateur, auteur de nombreuses pièces de théâtre et de scénarios pour le cinéma et la télévision
- Friedrich Lotheissen (de) (1796–1859), président du tribunal de la cour à Darmstadt, président de la seconde chambre des États du grand-duché de Hesse
- Ludwig Matthias (de) (1872–1924), fonctionnaire ministériel en Hesse
- Theo Peters (de) (1902–1942), administrateur de l'arrondissement de Bingen (de), vice-président du gouvernement à Marienwerder
- Karl Pfeiffer (de) (1901–1976), manager et politicien associatif dans le secteur de la construction
- Hans Pilger (de) (1888–1953), diplomate
- Johannes Reinmöller (de) (1877–1955), chirurgien maxillo-facial à Rostock et Wurtzbourg
- Konstantin Reitz (de) (1817–1853), explorateur africain
- Karl Retzlaff (de) (1890–1967), officier de police et SS
- Hermann Rink (de) (né en 1935), chimiste, radiobiologiste, historien étudiant, 1er président du comité directeur de l'association des anciens étudiants du Corps (2008-2011)
- Ludwig Rosenstiel (de) (1806–1863), révolutionnaire
- Ferdinand Sames (de) (1809–1871), juge d'arrondissement, député de l'assemblée nationale prussienne, député de la chambre des représentants de Prusse
- Hans-Reinhard Scheu (de) (né en 1941), reporter radio et présentateur de télévision
- Willi Scheu (de) (1910–1998), dentiste, figure emblématique du carnaval de Mayence en tant que "Bajazz avec la lanterne".
- Peter Schleiff (de) (1910–2011), dermatologue à Quedlinburg
- William Schlich (de) (1840–1925), pionnier des sciences forestières en Inde, professeur à Oxford
- Heinrich Schmidt (de) (1856–1927), juge à la Cour impériale allemande
- Ernst Schmitt (de) (1879–1946), ambassadeur à Lima, écrivain
- Kuno Damian von Schütz-Holzhausen (de) (1825–1883), explorateur et fondateur d'une colonie d'émigrants allemands au Pérou
- Otto Schulze (de) (mort en 1934), administrateur de l'arrondissement de Bütow
- Wilhelm Gottlieb Soldan (de) (1803–1869), professeur de lycée, historien et parlementaire hessois
- Friedrich von Thudichum (de) (1831–1913), éminent juriste, professeur à Tübingen
- Ludwig Thudichum (de) (1829–1901), fondateur de la neurochimie, professeur à Londres
- Karl Umpfenbach (de) (1832–1907), économiste national, recteur de l'université de Königsberg
- Klaus Wagner (de) (1937–2005), hispaniste à Séville
- Wilhelm Wehner (de) (1879–1972), directeur de la Hesse rhénane, administrateur de l'arrondissement de Mayence (de)
- Jürgen Weitkamp (de) (né en 1938), président d'honneur de la Chambre fédérale des dentistes (Berlin) et de la Chambre des dentistes de Westphalie-Lippe (Münster), citoyen d'honneur de Quedlinbourg, inscrite au patrimoine mondial de l'humanité.
- Ernst Wendler (de) (1890–1986), diplomate et entrepreneur
- Carl Wirth (de) (1813–1877), juge et député du parlement de Hesse
- Karl Lothar Wolf (de) (1901–1969), physico-chimiste à Kiel et Halle-sur-Saale